# Mig og obersten
Mig og obersten (originaltitel Me and the Colonel) er en amerikansk film fra 1958 instrueret af Peter Glenville. Filmens hovedroller spilles af Danny Kaye og Curt Jürgens.
For sin rolle i filmen modtog Danny Kaye en Golden Globe Award i kategorien 'Best Actor in a Motion Picture Musical or Comedy' og filmen modtog en Writers Guild of America Award for bedste manuskript for en komedie.

## Handling
Danny Kaye spiller en jøde, som er på flugt fra tyskerne, som er ved at besætte Frankrig under 2. verdenskrig.
Obersten (spillet af Curt Jürgens) er polsk oberst også på flugt efter at Polen er blevet "overrendt" af tyske tropper - og hvor befalingsmænd fra den polske hær bliver henrettet.
Kort fortalt de kommer til at flygte sammen i oberstens bil, men først skal de lige et sviptur ind i den besatte del af Frankrig (eller Belgien ?) - for at hente oberstens veninde.
De er to modsætninger - Obersten er dumdristig, og jøden er den nervøse men snarrådige, endvidere så har obersten ikke høje tanker om jøder generelt. De allierede ligger med en ubåd, der venter på at samle obersten op. Jøden har planer om at komme til et neutralt land så hurtig som muligt, men er mere eller mindre tvunget ud på denne omrejse i selskab med obersten.
Det ender med at veninden overlader sin plads i ubåden til jøden og forbliver selv i det krigshærgede Europa.